# Mette Reissmann
Mette Reissmann, née le 4 octobre 1963 à Esbjerg (Danemark), est une femme politique danoise, membre de la Social-démocratie.

## Biographie
Mette Reissmann est diplômée en droit à l'école de commerce de Copenhague. Après ses études, elle travaille comme juriste, consultante, professeur externe pour l'école de commerce de Copenhague et présentatrice de télévision à partir de 2007 pour la chaîne TV3.
Engagée au sein de la Social-démocratie, elle se présente sans succès aux succès aux élections législatives de 2005 et de 2007,. Elle est élue conseillère municipale de Copenhague en novembre 2009.
Elle est élue députée au Folketing lors des élections législatives de septembre 2011. Elle prend après le scrutin la présidence de la commission parlementaire sur le logement, et quitte son mandat de conseillère municipale.
Elle remporte un second mandat lors des élections législatives de juin 2015, à l'issue desquelles elle devient la porte-parole de son groupe parlementaire pour l'enseignement supérieur et la recherche,.
Elle échoue à être réélue au Folketing lors des élections législatives de juin 2019. Elle retrouve un siège au conseil municipal de Copenhague lors des élections municipales de novembre 2021.
Elle retrouve son siège de députée à l'occasion des élections législatives de novembre 2022. Elle devient la porte-parole des sociaux-démocrates pour le commerce après le scrutin.